# Erin Cafaro
Erin Cafaro (nascuda el 9 de juny de 1983 a Modesto, Califòrnia) és una remadora estatunidenca. Cafaro va competir als Jocs Olímpics de Pequín 2008, on va guanyar una medalla d'or en vuit amb timoner.

## Resultats
Al seu debut olímpic en 2008, Cafaro va remar en els vuit amb timoner femení, contribuint amb la primera medalla per als Estats Units a guanyar en aquesta competència des de Los Angeles 1984. L'equip nacional de rem va guanyar dues medalles d'or al Campionat Mundial de Rem el 2007, remant en vuit de dones i quatre de dones. El 2006, ella va guanyar una medalla de bronze en cambres femení i una de plata en vuits amb timoner femenins.